# ابن زهر
هو أَبُو مَرْوَانَ عَبْدُ المَلِكِ بْنُ أَبِي العَلَاءِ بْنِ زُهْرٍ المعروفُ بِابْنِ زُهْرٍ الطبيبُ الأندلسيُّ النَّطَاسِيُّ من أهل إشبيلية (464–557 هـ). لقب «ابن زهر» هو كنيةُ أسرةٍ من علماء المسلمين نشأت في الأندلس من بداية القرن العاشر إلى أوائل القرن الثالث عشر الميلادي. وأشهرهم هو الطبيب «عبد الملك بن زهر»، ويسمى عادة «أبو مروانوي» وقد عُـرف عند الأوربيين باسم Avenzoar. وهو ينحدر من عائلة عريقة في الطب، فقد كان والده أبو العلاء طبيباً ماهراً في التشخيص والعلاج، وكان جده طبيباً أيضاً.
اسمه عبد الملك بن زهر عبد الملك بن محمد بن مروان بن زهر الإِيَادي. ولد في إشبيلية سنة 465هـ/1072م لأسرة عريقة في العلم اشتغل أبناؤها بالطب والفقه. حفظ العالم المسلم ابن زهر القرآن، وسمع الحديث واشتغل بعلم الأدب والعربية ولم يكن في زمانه أعلم منه باللغة. لـه موشحات يغنى بها وهي من أجود ما قيل في معناها.
بعد أن درس عبد الملك الأدب والفقه وعلوم الشريعة، تعلم الطب على والده «أبي العلاء». ولم يَكْفِ عبد الملك ما انتهى إليه من معرفة علمية بالطب عن طريق والده، فرحل إلى الشرق ودخل وتطبب هناك زماناً -أي تعاطى علم الطب وعاناه- ثم رجع إلى الأندلس فقصد مدينة «دانية»، فأكرمه ملكها وأدناه وحظي في أيامه، واشتهر ابن زهر بالتقدم في صناعة الطب، فشاع صيته وطار ذكره منها إلى أقطار الأندلس. ثم انتقل من دانية إلى إشبيلية، وظل فيها حتى وفاته، مخلّفاً أموالاً جزيلة. وقد فاق جميع الأطباء في صناعة الطب.
أدرك ابن زهر دولة المرابطين (الملثمين)، فقد لحق بخدمتهم مع والده «أبي العلاء» في آخر دولتهم. اشتغل عبد الملك أول الأمر مع أمراء دولة المرابطين وأصابه من أميرها علي بن يوسف بن تاشفين ما أصاب والده من قبله من محنة، فسجن نحواً من عشر سنوات في مراكش.
وبعد زوال الدولة المرابطية وقيام الدولة الموحدية، خدم ابن زهر «بني عبد المؤمن». فاشتغل طبيباً ووزيراً مع عبد المؤمن مؤسس الدولة، فشمله برعايته، مما مكنه من تأليف أفضل كتبه. تولى الوزارة وهو أستاذ الفيلسوف ابن رشد. وهكذا كان ابن زهر وأبوه «أبو العلاء» في خدمة عبد المؤمن. حتى مات أبوه «أبو العلاء» وبقي عبد الملك في خدمته. ثم خدم ابنه أبو يعقوب يوسف من بعده، ثم بعده يعقوب أبا يوسف الملقب بـ «المنصور». ثم خدم ابنه أبا عبد اللّه محمد الناصر. وفي أول دولته، توفي ابن عبد الملك (أبو بكر بن زهر) الذي ألف «الترياق الخمسيني» للمنصور أبو يوسف يعقوب.
كان لابن زهر شعر جيد منه قوله يتشوق إلى ولده:
وكان المنصور -صاحب الأندلس- شديد الكراهية للفلسفة القديمة، فأمر أن لا يشتغل بها أحد وأن تجمع كتبها من الأيدي. وأشاع أن من وجد عنده شيء منها نالـه ضرر. فصدع ابن زهر بالأمر وقام بما عهده إليه. ولكن كان في إشبيلية رجل يكرهه جد الكراهية، فعمل محضراً وأشهد عليه جمهوراً من الناس بأن الحفيد أبا بكر بن زهر لديه كثير من كتب المنطق والفلسفة وأنه دائم الاشتغال بها، ورفع المحضر إلى المنصور. فلما قرأه، أمر بالقبض على مقدمه وسجنه، ثم قال: «واللّه لو شهد جميع أهل الأندلس على ما فيه ووقفوا أمامي وشهدوا على ابن زهر بما في هذا المحضر لم أقل قولة لما أعرفه من متانة دينه وعقلـه».
كان عبد الملك معتدل القامة، قوي البنية. وصل إلى الشيخوخة ولم تتغير نضارة لونه وخفة حركاته، وإنما عرض له في آخر أيامه ثقل في السمع. توفي ابن زهر في إشبيلية مسقط رأسه سنة 557هـ/1162م. كان عبد الملك قوي الدين، ملازماً لحدود الشرع، محباً للخير، مهيباً جريئاً. وكان ابن زهر صديقاً للطبيب والفيلسوف ابن رشد.
كان لأعمال ابن زهر أثر كبير في تطور الطب في أوروبا فيما بعد. من مؤلفاته المترجمة إلى اللاتينية؛ التيسير في المداواة والتدبير، وقد وصف التهاب الغلاف الغشائي المحيط بالقلب، وطرائق استخراج حصى الكُلية.

## ابن زهر بين المرابطين والموحدين
لقد عاصر ابن زهر المرابطين والموحدين[ ؟ ] في الأندلس، وعايشهم مبقياً مسافة كافية بينه وبين سياسات كلتا الطائفتين، فقد كان رفيع المكانة عند المرابطين هو وأبوه أبو العلاء حتى إنه ألف كتاب «الاقتصاد في إصلاح الأنفس والأجساد والأجساد» ويسمى أيضاً «الزينة» بطلب من أمير مرابطي، ثم علا شأنه عند الموحدين بعدهم. وكان الملوك، وإن اختلفت نظمهم ودولهم، يعلون شأن العلماء، ولو كانت لهم صلات حميمة برؤساء الدول السابقة.

## آل زهر
- أبو العلاء، زهر بن عبد الملك بن محمد بن مروان بن زهر. (توفي 1131م)، والد عبد الملك، وعميد عائلة ابن زهر. وإلى أصالة نسبه العربي الإياديّ، هو فيلسوف طبيب من أهل إشبيلية. قال عنه صاحب التكملة: «إن زهراً أنسى الناس مَنْ قَبْلَهُ إحاطةً بالطب وحذقاً لمعانيه» وحلّ من سلطان الأندلس محلاً لم يكن لأحد في وقته، فكانت إليه رياسة بلده ومشاركة ولاتها في التدبير.. وصنف كتباً منها «الطرر» في الطب و«الخواص» و«الأدوية المفردة» لم يكمله، و«حلّ شكوك الرازي على كتب جالينوس» ورسائل ومجربات.
- ومنها ابن عبد الملك (أبو بكر)، محمد بن عبد الملك، فقد ولد في إشبيلية: عام (507هـ 1113م وتوفي 595هـ-1199م)، وهو مـن نوابغ الطب والأدب في الأندلس، وصفه ابن أبي أصيبعة بأنه الوزير الحكيم الأديب الحسيب الأصيل. "ولم يكن في زمانه أعلم منه بصناعة الطب، أخذها عن أبيه، وعُرف بالحفيد ابن زهر، له "الترياق الخمسيني" في الطب- والترياق يشتمل على عناصر متعددة تركب تركيباً صناعياً لتقوية الجسم وحفظ الصحة والتخلص من السموم الحيوانية والنباتية والمعدنية- "ورسالة في طب العيون".

كان أبو بكر شاعراً، نظم موشح[ ؟ ]ات انفرد في عصره بإجادتها، حتى إن ابن خلدون ذكره في مقدمته، خلال حديثه عن الموشحات بلسان ابن سعيد: «وسابقُ الحلبة التي أدركتُ هو أبو بكر بن زهر. وقد شرّقتْ موشحاته وغرّبتْ» ومنها:
ما للمولَّهْ من سكره لا يفيقْ يا له سكرانْ
من غير خمرْ ما للكئيب المشوقْ يندب الأوطان
ومنها:
كانت للحفيد أبو بكر بن زهر أخت عالمة بصناعة الطب تعالج النساء، وكان لها بنت مثلها في الصناعة وكانتا تعالجان نساء المنصور صاحب الأندلس.

## مؤلفات ابن زهر
ذكر ابن أبي أصيبعة من تصانيفه الكتب التالية:
- كتاب «التيسير في المداواة والتدبير» ألّفه للقاضي أبي الوليد بن رشد.
- كتاب «الأغذية» ألّفه لمحمد عبد المؤمن بن علي أمير الموحدين.
- كتاب «الزينة» وهو على الأرجح كتاب «الاقتصاد في إصلاح الأنفس والأجساد».[5]
- «تذكرة في أمر الدواء المسهل وكيفية أخذه» ألّفه لابنه أبي بكر وذلك في صغر سنه وأول سفرة سافرها فناب عن أبيه فيها.
- «مقالة في علل الكلى».
- «رسالة في علتي البرص والبهق» كتب بها إلى بعض الأطباء بإشبيلية.
- «تذكرة» كتبها لابنه أبي بكر، أول ما تعلّق بعلاج الأمراض.

## مكانة عبد الملك بن زهر العلمية
وإذا كان كتاب «التيسير».. يؤكد الصداقة الوطيدة التي كانت بين عبد الملك وبين ابن رشد، إضافة إلى التعاون العلمي، فإن شهرته طارت، من جهة ثانية وتداوله الأطباء وترجم إذ ذاك إلى لغات أجنبية عدة، واعتمد -في التدريس بمعاهد الطب مدة طويلة- اعتماد كتاب «القانون» لابن سينا، وترك أثراً بليغاً في الطب الأوروبي حيناً من الدهر.
أما كتاب عبد الملك «الاقتصاد» فلا يزال مخطوطاً، وتوجد نسخته المحفوظة في المكتبة الوطنية بباريس. يقول ابن الأبار[ ؟ ] في «التكملة» إنه فرغ من تأليفه سنة 515هـ، وقد استهله كما يلي:
«قال عبد الملك بن زهر بن عبد الملك، إنه أطال الله بقاء الأمير الأجلّ الأعز أبي إسحق إبراهيم بن يوسف بن تاشفين في الشرق الباهر والمجد الناضر وخلّد ملّته وبسط ملكه».

## حول كتاب الاقتصاد
ألّف ابن زهر الكتاب للأمير الموحِّدي، ويبدو فيه تأثره بنظرية أفلاطون في النفس المثلثة، كما هو الحال لدى الفلاسفة المسلمين، وكما نلاحظ في الأساطير البابلية والهندية القديمة، "فهو يرى في النفس الواحدة ثلاث نفوس، أي ثلاث قوى: الناطقة أي المدركة العاقلة مسكنها الدماغ، والحيوانية مسكنها القلب، والطبيعية مسكنها الكبد، و"هذه الناطقة بها تكون الفكرة في السموات والأرض وفي العلوم والصنائع. وبالحيوانية يكون الغضب والحَرَد والأنفة، والطبيعية بها تكون شهوة الغذاء والجماع، وهاتان النفسان خادمتان للناطقة ومعينتان لها".
ما يظهر بذلك الانتباه الممتاز من الحكيم الأندلسيّ لمكانة الكبد من العضوية حيث جعل تلك الغدة ذات الوظائف المتعددة مسكن القوّة الطبيعية.
يظهر ابن زهر في كتاب الاقتصاد مالك لأدوات بحثه، ويتصرف تصرف الواثق بعلمه وتجربته، ويرى أنه يتصرف في ذكر الأدوية وأمثالها تصرّف الكيماوي الذي يركب الأدوية ويعرف خصائص عناصرها، فهو حين يذكر أصباغ الشعر يقول: «وأما الصباغات فقلما يسلم أحد من ضرّها، وقد أثنى جالينوس على القطران وذكر أنه صبغ عجيب للشعر، لكنْ.. هو من كراهة الرائحة على ماهو عليه، وأما أنا فإني أستعمل من الصباغات مالا يضر كثيراً بالبصر وأقتنع بذلك في دهن البان أحلّ فيه لاذناً وأجعل معه دقاق عفص وأخلط إلى الكل من الماء والخلّ ما يصلح به التمازج، وأرفعه إلى أن يبيد الماء.. الخ...»

## إسهاماته العلمية

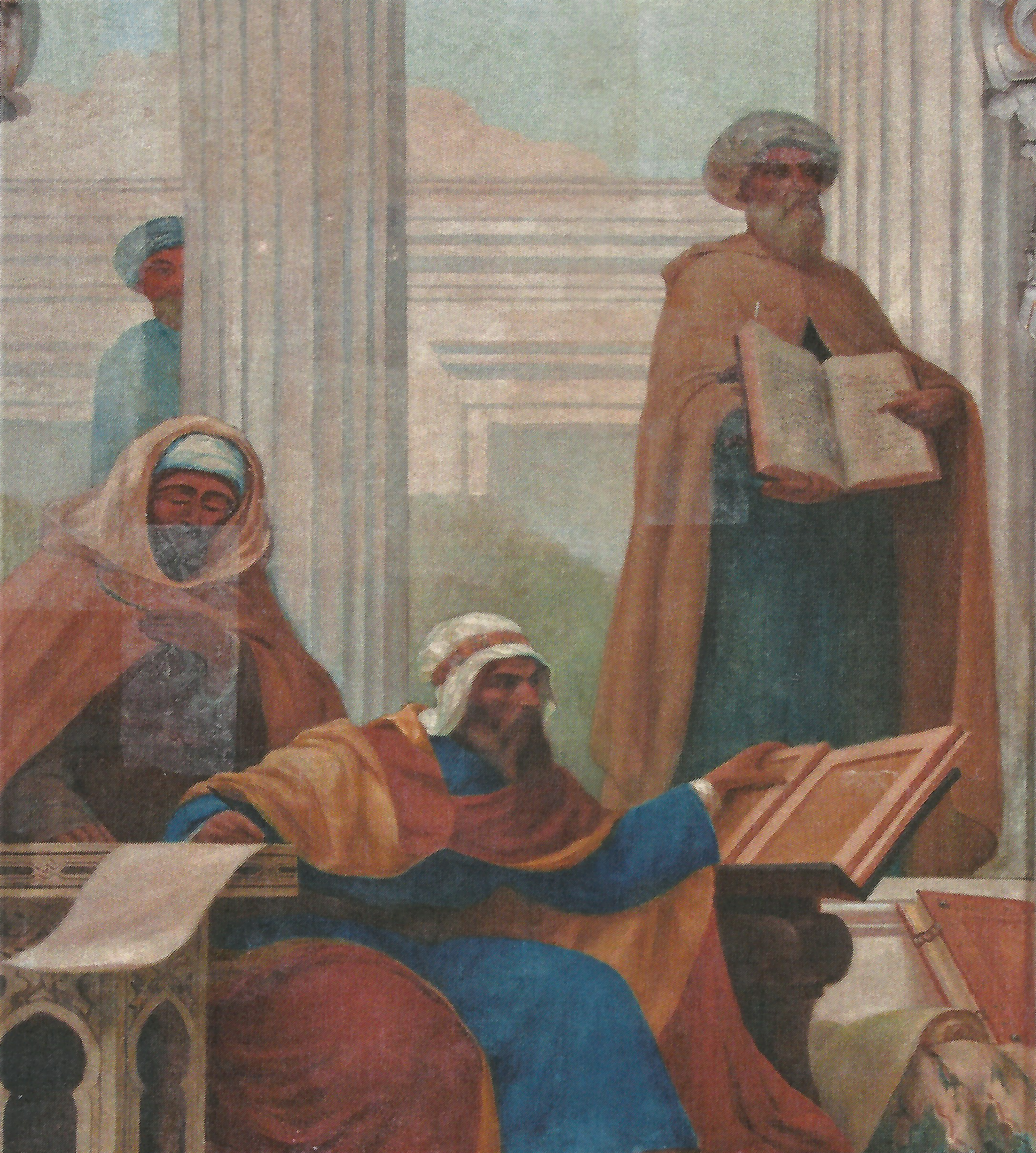
لوحة بعنوان «اَلطِّبّ اَلْعَرَبِيِّ» تصور كُلًا من موسى بن ميمون (يمين) ابن زهر (وسط) والزهراوي (يسار). بريشة فيلوسو سالغادو (1901)، جامعة نوفا لشبونة.

يمثل ابن زهر حالة استثنائية في زمانه، إذ بالرغم من سعة معارفه وتنوعها فقد تخصص في الطب ومارسه طول حياته، فأضاف أشياء جديدة، منها وصفه لمختلف الأمراض الباطنية والجلدية، إضافةً إلى الجراحة. كما بحث في قروح الرأس وأمراضه، وأمراض الأذنين، والأنف، والفم، والشفاه، والأسنان، والعيون، وأمراض الرقبة، والرئة، والقلب، وأنوع الحمى، والأمراض الوبائية، ووصف التهاب غشاء القلب ومَيَّزَ بينه وبين التهاب الرئة.
وقد اعتمد ابن زهر على التجربة والتدقيق العلمي، وتوصل بذلك إلى الكشف عن أمراض لم تدرس من قبل، فقد درس أمراض الرئة، وأجرى عملية القصبة المؤدية إلى الرئة، كما كان أول من استعمل الحقن للتغذية الصناعية. وابن زهر هو من أوائل الأطباء الذين اهتموا بدراسة الأمراض الموجودة في بيئة معينة، فقد تكلم عن الأمراض التي يكثر التعرض لها في مراكش. كما أنه من أوائل الأطباء الذين بينوا قيمة العسل في الدواء والغذاء.
يُعدّ ابن زهر أحد أعظم أطباء الأندلس، فقد نال إعجاب كثير من معاصريه وعلى رأسهم صديقه ابن رشد الذي وصف ابن زهر في كتابه «الكليات» بأنه أعظم الأطباء بعد جالينوس. وقد استمر تأثير ابن زهر في الطب الأوروبي حتى القرن السابع عشر الميلادي، وذلك بفضل ترجمة كتبه إلى اللاتينية والعبرية.

## مؤلفاته
«كتاب التيسير في المداواة والتدبير»، وهو موسوعة طبية يبرز فيها تضلع ابن زهر في الطب وموهبته فيه، وقد أهداه لصديقه ابن رشد الذي ألف فيما بعد «كتاب الكليات في الطب»، فكان الكتابان متممين أحدهما للآخر. وترجم الكتاب إلى اللاتينية سنة 1490م، وكان له أثر كبير على الطب الأوربي حتى القرن السابع عشر. وتوجد نسخ منه في عدد من الخزانات، منها الخزانة العامة بالرباط، وخزانات باريس، وأكسفورد بإنجلترا، وفلورانسا بإيطاليا. وفي سنة 1991م قامت أكاديمية المملكة المغربية بطبعه ضمن «سلسلة التراث» بعدما حققه وهيأه للطبع الباحث محمد بن عبد الله الروداني.
«كتاب الاقتصاد في إصلاح الأنفس والأجساد»، وهو خلاصة للأمراض، والأدوية، وعلم حفظ الصحة والطب النفسي. توجد منه عدة نسخ مخطوطة، منها نسخة بالخزانة الملكية بالرباط.
«كتاب الأغذية والأدوية»، يصف فيه ابن زهر مختلف أنواع الأغذية والعقاقير وآثارها على الصحة، وقد ترجم إلى اللاتينية. وهو لا يزال مخطوطاً، وتوجد منه نسختان بالخزانة الملكية بالرباط.
وإضافةً إلى هذه الكتب الثلاثة، ألف أبو مروان عدداً آخر من الكتب والرسائل في الطب.

## روابط خارجية
- ابن زهر على موقع الموسوعة البريطانية (الإنجليزية)
- ابن زهر على موقع ميوزك برينز (الإنجليزية)
- ابن زهر على موقع إن إن دي بي (الإنجليزية)